# 뉴욕 영화 비평가 협회 작품상
뉴욕 영화 비평가 협회 작품상은 뉴욕 영화 비평가 협회에서 수여하는 상으로, 영화 제작에서 가장 뛰어난 업적을 기린다.

## 수상작

### 1930년대
| 연도 | 수상작               | 감독          |
| ---- | -------------------- | ------------- |
| 1935 | 밀고자               | 존 포드       |
| 1936 | 천금을 마다한 사나이 | 프랭크 캐프라 |
| 1937 | 에밀 졸라의 생애     | 윌리엄 디터리 |
| 1938 | 시타델               | 킹 비도어     |
| 1939 | 폭풍의 언덕          | 윌리엄 와일러 |

### 1940년대
| 연도 | 수상작               | 감독                        |
| ---- | -------------------- | --------------------------- |
| 1940 | 분노의 포도          | 존 포드                     |
| 1941 | 시민 케인            | 오슨 웰스                   |
| 1942 | 토린호의 운명        | 노엘 카워드 and 데이비드 린 |
| 1943 | 라인의 감시          | 허먼 셤린                   |
| 1944 | 나의 길을 가련다     | 리오 매케리                 |
| 1945 | 잃어버린 주말        | 빌리 와일더                 |
| 1946 | 우리 생애 최고의 해  | 윌리엄 와일러               |
| 1947 | 신사협정             | 엘리아 카잔                 |
| 1948 | 시에라 마드레의 황금 | 존 휴스턴                   |
| 1949 | 모두가 왕의 부하들   | 로버트 로센                 |

### 1950년대
| 연도 | 수상작                 | 감독               |
| ---- | ---------------------- | ------------------ |
| 1950 | 이브의 모든 것         | 조지프 L. 맹키위츠 |
| 1951 | 욕망이라는 이름의 전차 | 엘리아 카잔        |
| 1952 | 하이 눈                | 프레드 진네만      |
| 1953 | 지상에서 영원으로      | 프레드 진네만      |
| 1954 | 워터프론트             | 엘리아 카잔        |
| 1955 | 마티                   | 델버트 맨          |
| 1956 | 80일간의 세계 일주     | 마이클 앤더슨      |
| 1957 | 콰이강의 다리          | 데이비드 린        |
| 1958 | 흑과 백                | 스탠리 크레이머    |
| 1959 | 벤허                   | 윌리엄 와일러      |

### 1960년대
| 연도 | 수상작                     | 감독                        |                       |
| ---- | -------------------------- | --------------------------- | --------------------- |
| 1960 | 아파트 열쇠를 빌려드립니다 | 빌리 와일더                 |                       |
| 1960 | 아들과 연인                | 잭 카디프                   |                       |
| 1961 | 웨스트 사이드 스토리       | 제롬 로빈스와 로버트 와이즈 |                       |
| 1962 | 수상 없음 (신문 파업)      | 수상 없음 (신문 파업)       | 수상 없음 (신문 파업) |
| 1963 | 톰 존스의 화려한 모험      | 토니 리처드슨               |                       |
| 1964 | 마이 페어 레이디           | 조지 큐커                   |                       |
| 1965 | 달링                       | 존 슐레진저                 |                       |
| 1966 | 사계절의 사나이            | 프레드 진네만               |                       |
| 1967 | 밤의 열기 속으로           | 노먼 주이슨                 |                       |
| 1968 | 겨울의 라이온              | 앤서니 하비                 |                       |
| 1969 | 제트                       | 콘스탄티노스 가브라스       |                       |

### 1970년대
| 연도 | 수상작                 | 감독            |
| ---- | ---------------------- | --------------- |
| 1970 | 잃어버린 전주곡        | 밥 라펠슨       |
| 1971 | 시계태엽 오렌지        | 스탠리 큐브릭   |
| 1972 | '외침과 속삭임         | 잉마르 베리만   |
| 1973 | 아메리카의 밤          | 프랑수아 트뤼포 |
| 1974 | 아마코드               | 페데리코 펠리니 |
| 1975 | 내쉬빌                 | 로버트 올트먼   |
| 1976 | 모두가 대통령의 사람들 | 앨런 J. 퍼쿨러  |
| 1977 | 애니 홀                | 우디 앨런       |
| 1978 | 디어 헌터              | 마이클 치미노   |
| 1979 | 크레이머 대 크레이머   | 로버트 벤턴     |

### 1980년대
| 연도 | 수상작            | 감독             |
| ---- | ----------------- | ---------------- |
| 1980 | 보통 사람들       | 로버트 레드퍼드  |
| 1981 | 레즈              | 워런 비티        |
| 1982 | 간디              | 리처드 애튼버러  |
| 1983 | 애정의 조건       | 제임스 L. 브룩스 |
| 1984 | 인도로 가는 길    | 데이비드 린      |
| 1985 | 프리찌스 오너     | 존 휴스턴        |
| 1986 | 한나와 그 자매들  | 우디 앨런        |
| 1987 | 브로드캐스트 뉴스 | 제임스 L. 브룩스 |
| 1988 | 우연한 방문객     | 로런스 캐즈던    |
| 1989 | 나의 왼발         | 짐 셰리던        |

### 1990년대
| 연도 | 수상작              | 감독            |
| ---- | ------------------- | --------------- |
| 1990 | 좋은 친구들         | 마틴 스코세이지 |
| 1991 | 양들의 침묵         | 조너선 데미     |
| 1992 | 플레이어            | 로버트 올트먼   |
| 1993 | 쉰들러 리스트       | 스티븐 스필버그 |
| 1994 | 퀴즈 쇼             | 로버트 레드퍼드 |
| 1995 | 라스베가스를 떠나며 | 마이크 피기스   |
| 1996 | 파고                | 조엘 코언       |
| 1997 | LA 컨피덴셜         | 커티스 핸슨     |
| 1998 | 라이언 일병 구하기  | 스티븐 스필버그 |
| 1999 | 뒤죽박죽            | 마이크 리       |

### 2000년대
| 연도 | 수상작                  | 감독                  |
| ---- | ----------------------- | --------------------- |
| 2000 | 트래픽                  | 스티븐 소더버그       |
| 2001 | 멀홀랜드 드라이브       | 데이비드 린치         |
| 2002 | 파 프롬 헤븐            | 토드 헤인스           |
| 2003 | 반지의 제왕: 왕의 귀환  | 피터 잭슨             |
| 2004 | 사이드웨이              | 알렉산더 페인         |
| 2005 | 브로크백 마운틴         | 리안                  |
| 2006 | 플라이트 93             | 폴 그린그래스         |
| 2007 | 노인을 위한 나라는 없다 | 조엘 코언과 에단 코언 |
| 2008 | 밀크                    | 구스 반 산트          |
| 2009 | 허트 로커               | 캐서린 비글로우       |

### 2010년대
| 연도 | 수상작         | 감독                |
| ---- | -------------- | ------------------- |
| 2010 | 소셜 네트워크  | 데이비드 핀처       |
| 2011 | 아티스트       | 미셸 하자나비시우스 |
| 2012 | 제로 다크 서티 | 캐서린 비글로우     |
| 2013 | 아메리칸 허슬  | 데이비드 O. 러셀    |
| 2014 | 보이후드       | 리처드 링클레이터   |
| 2015 | 캐롤           | 토드 헤인스         |
| 2016 | 라라랜드       | 데이미언 셔젤       |
| 2017 | 레이디 버드    | 그레타 거윅         |
| 2018 | 로마           | 알폰소 쿠아론       |
| 2019 | 아이리시맨     | 마틴 스코세이지     |

### 2020년대
| 연도 | 수상작           | 감독            |
| ---- | ---------------- | --------------- |
| 2020 | 퍼스트 카우      | 켈리 라이카트   |
| 2021 | 드라이브 마이 카 | 하마구치 류스케 |
| 2022 | 타르             | 토드 필드       |
| 2023 | 플라워 킬링 문   | 마틴 스코세이지 |
| 2024 | 브루탈리스트     | 브레이디 코베이 |

## 같이 보기
- 로스앤젤레스 영화 비평가 협회 작품상
- 시카고 영화 비평가 협회 작품상
- 아카데미 작품상